# اقتصاد هلند
اقتصاد هلند بر پایهٔ آمار فوربز، پانزدهمین اقتصاد بزرگ جهان در ۲۰۲۲ میلادی از حیث شاخص تولید ناخالص داخلی بوده است. شاخص سرانهٔ تولید ناخالص داخلی این کشور برای سال مالی ۲۰۲۲ معادل ۶۸٬۵۷۲ دلار برآورد شده بود که باعث می‌شود نام هلند در فهرست پردرآمدترین کشورهای دنیا قرار گیرد.
از سال ۱۹۵۹ که منبعی گازی در هلند کشف شد، این کشور از نظر جریان گاز طبیعی دارای ثبات بوده است. هم‌اکنون سهم هلند از همهٔ منابع گازی اتحادیهٔ اروپا ۲۵٪ است. در طول دهه‌های بعد از کشف گاز در هلند، درآمد سرشاری از فروش آن نصیب این کشور شد. فروش نفت و کسب ثروت زیاد از این منبع انرژی بخصوص پس از کشف میدان گازی وسیع خِرونینگن باعث شد نتایج پیش‌بینی‌نشده‌ای برای اقتصاد این کشور حاصل شود که یکی از آنها کاهش رقابت‌پذیری سایر بخش‌های اقتصادی بود. این وضعیت اقتصادی را بعدها بیماری هلندی توصیف کردند.
هلند در سال ۱۹۵۹ به جامعه اقتصادی اروپا ملحق شد. توسعه منطقه‌گرایی و یکپارچگی اقتصادی با کشورهای فرانسه، آلمان، ایتالیا، بلژیک و لوکزامبورگ در گسترش تجارت خارجی هلند بسیار مؤثر و تعیین‌کننده بود به‌طوری‌که از آن تاریخ، بیش از ۷۰ درصد مبادلات تجاری این کشور با اعضای جامعه اقتصادی اروپا صورت می‌گیرد. این امر چنان در تأمین منافع و اهمیت ملی هلند مؤثر بوده که امروز سیاست خارجی این کشور به صورت تابعی از سیاست تجاری آن درآمده‌است. به عبارت دیگر هلند نه‌تنها منطقه‌گرایی اقتصادی و به‌ویژه همکاری چندجانبه در قالب جامعه اقتصادی اروپا را مؤثرترین عاملی در جهت توسعه اقتصادی و نیز ارتقای سطح زندگی مردم خود می‌داند، بلکه بهترین وسیله‌ای است که می‌توان امنیت ملی و راهبردی این کشور را به‌عنوان کشوری در قلب اروپا تأمین کند.
هلند اقتصادی مرفه و باز دارد که تا حد زیادی به تجارت خارجی وابسته است. اقتصاد این کشور به دلیل روابط صنعتی پایدار، نرخ بی‌کاری و تورم نسبتاً کم و مازاد حساب جاری نسبتاً زیاد (که در مقایسه با وسعت این کشور، حتی بیشتر از آلمان است) و نقش مهمی که به عنوان یک مرکز حمل و نقل اروپایی دارد، مورد توجه قرار گرفته؛ روتردام بزرگترین بندر اروپا است و آمستردام یکی از بزرگترین فرودگاه های جهان را دارد. فعالیت های صنعتی عمدتاً در فرآوری مواد غذایی، مواد شیمیایی، پالایش نفت، فناوری پیشرفته، خدمات مالی، بخش خلاقه و ماشین‌آلات الکتریکی است. بخش کشاورزی هلند بسیار مکانیزه است و با اینکه حتی ۲ درصد نیروی کار کل کشور را هم در اختیار ندارد، توانسته مازاد زیادی برای صنعت فرآوری مواد غذایی و بخش صادرات فراهم کند. هلند به همراه ۱۱ کشور دیگر اتحادیه اروپا از ۱ ژانویه ۲۰۰۲، یکای پولی مشترک یورو را به جریان انداختند.
سیاست‌های اقتصادی سختگیرانه هلند به دلیل بحران‌های اعتباری در سال ۲۰۰۹ میلادی متوقف شد. بخش نسبتاً بزرگ بانکی هلند تا اندازه‌ای ملی شد و با کمک‌های دولتی نجات پیدا کرد. نرخ بی‌کاری در ۲۰۱۱ به ۵٪ کاهش یافت اما در مه ۲۰۱۳ در یک رشد ناگهانی به ۷٫۳٪ رسید و در ۲۰۱۵ به نرخ ۶٫۸٪ رسید. در مارس ۲۰۱۸ دوباره به ۳٫۹٪ بازگشت. کسری بودجه دولت در ۲۰۱۵ حدود ۲٫۲٪ شد که از میانگین اتحادیه اروپا در آن زمان که حدود ۳٪ بود، پایین‌تر بود. در ۲۰۱۶ بودجه دولت مازادی معادل ۰٫۴٪ نشان داد. انتظار می‌رفت این مازاد تا ۲۰۱۷ به ۱٪ برسد.
هلندی‌ها نخستین کسانی بودند که مفهوم بازار بورس را ابداع کردند و کار اصلی آن معاملهٔ کالاهای کمپانی هند شرقی هلند بود. هلند عضو اتحادیه اروپا، سازمان همکاری و توسعه اقتصادی و سازمان تجارت جهانی است.

## تاریخچه
هلند پس از اعلام استقلال خود از امپراتوری فیلیپ دوم اسپانیا در سال ۱۵۸۱ میلادی، تقریباً یک قرن رشد اقتصادی انفجاری را تجربه کرد. فرار بازرگانان پروتستان فلاندری به هلند موجب شد انقلاب در فناوری و دانش و رشد سرمایه برای کشتی‌سازی و بازرگانی به این جمهوری جوان کمک کند تا در اواسط قرن هفدهم به قدرت قالب بازرگانی جهان تبدیل شود.
در سال ۱۶۷۰، دریانوردی تجاری هلند در مجموع ۵۶۸٬۰۰۰ تن بار حمل می‌کرد که تقریباً برابر با نصف کل اروپا بود. دلیل اصلی این امر تسلط آمستردام انترپوت بر تجارت اروپا و کمپانی‌های شرقی و غربی هلند بر تجارت بین قاره‌ای بود. کمپانی هند شرقی از این جهت در نوع خود بی‌نظیر بود که اولین شرکت چندملیتی تا آن تاریخ در کل جهان به شمار می‌رفت، در حالی که سهام آن در بورس اوراق بهادار آمستردام، یکی از اولین بورس‌های جهان معامله شد. علاوه بر پیشرفت در تجارت، یک نوع «انقلاب صنعتی» اولیه (با نیروی باد، آب و ذغال سنگ نارس)، احیای زمین در سواحل دریا و انقلاب کشاورزی، به اقتصاد هلند کمک کرد تا در اواسط سده ۱۷ میلادی به بالاترین استاندارد زندگی در اروپا (و احتمالاً در جهان) دست یابد. این ثروت متراکم‌شده باعث شد چیزی که امروزه با عنوان عصر طلایی هلند می‌شناسیم رقم بخورد. این رونق اقتصادی به طور ناگهانی با ترکیبی از تحولات سیاسی-نظامی و تحولات اقتصادی نامطلوب در حدود سال ۱۶۷۰ پایان یافت. با اینحال هنوز هم هلند به خاطر پرداختن به تجارت و کشاورزی سطح بالایی از رونق را حفظ کرده است.
هلند نتوانست مانند برخی دیگر از کشورهای اروپایی در اوایل دهه ۱۸۰۰ صنعتی شود. یک توضیح برای این موضوع این است که هلند برای کنار آمدن با از دست دادن موقعیت اقتصادی غالب (که به طور عمده در حوزهٔ تجارت و کشاورزی متمرکز بود) و موقعیت سیاسی خود در جهان، تلاش می‌کرد و به همین دلیل سرمایه‌گذاری لازم برای پیشرفت در حوزهٔ صنعت را انجام نداد. گریفیث استدلال می کند که سیاست‌های دولت هلند باعث شد یک اقتصاد ملی یکپارچه در قرن نوزدهم ایجاد شود. این سیاست‌ها مشتمل بر لغو تعرفه‌های داخلی و اصناف، نظام واحد ضرب سکه؛ روش‌های نوین جمع‌آوری مالیات؛ استانداردسازی وزن‌ها و معیارها؛ و ساخت بسیاری از جاده‌ها، کانال‌ها و راه‌آهن بود.
بقیهٔ بخش‌های اروپا در قرن نوزدهم شاهد تبدیل تدریجی هلند به یک جامعهٔ صنعتی مدرن با طبقهٔ متوسط بود. تعداد افراد شاغل در کشاورزی کاهش یافت در حالی که کشور تلاش حماسه‌گونه‌ای برای احیای سهم خود از بازار بسیاری رقابتی صنعتی و بازرگانی انجام داد. هلند از لحاظ صنعتی شدن تا اواخر قرن نوزدهم از بلژیک عقب بود، سپس در حدود سال ۱۹۲۰ جلو افتاد. صنایع عمدهٔ این کشور شامل منسوجات و (بعدها) شرکت بزرگ صنعتی فیلیپس بود. روتردام به یک مرکز بزرگ کشتیرانی و تولید تبدیل شد. فقر به آرامی کاهش یافت و تکدی‌گری تا حد زیادی ناپدید شد و شرایط کار برای جمعیت بهبود یافت.
از سال ۱۹۵۹، هلند میادین بزرگی از گاز طبیعی کشف کرد. صادرات گاز طبیعی منجر به سودهای بادآورده زیادی شد. تصور می‌شود یکی از عوارض این درآمد، کاهش رقابت‌پذیری بخش مولد هلند بوده است.

## دولت
هر چند بخش خصوصی زیربنای اقتصاد هلند است، اما دولت در سطوح مختلف نقش بزرگی ایفا می‌کند. هزینه‌های عمومی، بدون احتساب پرداخت‌های انتقالی تأمین اجتماعی، در سال ۲۰۱۱، برابر با ۲۸ درصد از تولید ناخالص داخلی بود. کل درآمد مالیاتی در سال ۲۰۱۹ معادل ۳۸٫۷ درصد از تولید ناخالص داخلی بود که کمتر از میانگین اتحادیه اروپا قرار می‌گرفت. دولت علاوه بر هزینه‌کردهایی که دارد، از طریق الزامات مجوز و مقررات مربوط بر همهٔ جنبه‌های فعالیت‌های اقتصادی نظارت می‌کند. دولت سیاست سختگیرانه و باثباتی در حوزهٔ اقتصاد خرد را با اصلاحات گسترده ساختاری و رگولاتوری تلفیق کرده است. با اینحال دولت از دهه ۱۹۸۰ به تدریج نقش خود را در اقتصاد کاهش داده است. خصوصی‌سازی و مقررات‌زدایی همچنان ادامه دارد. در حوزهٔ سیاست‌های اجتماعی و اقتصادی، دولت با شرکای اجتماعی خود (اتحادیه‌های کارگری و تشکل‌های کارفرمایی) همکاری می‌کند. این سه حزب در شورای اجتماعی-اقتصادی (Social Economische Raad)، که بستر اصلی گفتگوی اجتماعی است، گرد هم می‌آیند.

### نظام تأمین اجتماعی
نظام تأمین اجتماعی در هلند بسیار جامع است و ساکنان این کشور را بطور فراگیر پوشش می‌دهد. این نظام به تأمین اجتماعی ملی (Volksverzekeringen) و بیمهٔ کارکنان (Werknemersverzekeringen) تقسیم می‌شود. بیمهٔ اولی تمام افرادی که در هلند زندگی می‌کند را پوشش می‌دهد اما دومی مزایای مربوط به شاغلان را هم در خود دارد. همهٔ ساکنان هلند ملزم به پرداخت به نظام تأمین اجتماعی هستند، از جمله ساکنان خارج از هلند، به استثنای چند مورد.
بیمهٔ Volksverzekeringen بیمه‌ای اجباری و همگانی است و تمام ساکنین را تحت بیمه‌های ملی مختلف قرار می‌دهد:
- بیمهٔ بلندمدت (Wet Langdurige Zorg (WLZ))
- بیمهٔ مستمری بازنشستگی (Algemene Ouderdomswet)
- بیمهٔ بازماندگان (Algemene nabestaandenwet)
- مزایای فرزندان (Algemene Kinderbijslagwet)

این بیمه‌ها توسط بانک بیمه اجتماعی (Sociale Verzekeringsbank (SVB)) مدیریت شده و منبع آن پرداخت‌های درآمدی کارفرمایان و کارگران تا سقفی است که قانون مشخص کرده است. سهم افراد شاغل به طور خودکار از دستمزدشان کسر می‌شود و بی‌کاران خودشان پرداخت می‌کنند. بیمه مزایای فرزندان توسط کارفرمایان تأمین می‌شود در حالی که منابع بیمهٔ بازنشستگی توسط کارگران و کارمندان تامین شده و بخش کوچکی از آن را هم دولت به شکل یارانه تامین می‌کند.
بیمه Werknemersverzekeringen برای هر کس که در هلند شاغل است، اجباری است. این بیمه، پوشش‌های زیر را برای بیمه‌شدگان در پی دارد:
- مزایای بی‌کاری (Werkloosheidswet)
- مرخصی استعلاجی (Ziektewet)
- مزایای ازکارافتادگی (Wet werk en inkomen naar arbeidsvermogen (WIA))

تأمین مالی Werknemersverkeringen به طور خودکار توسط کارفرما از درآمد کارمند کسر می شود.